# Anna Garlin Spencer
Anna Garlin Spencer (1851–1931) est une pédagogue, auteure et féministe américaine. Elle est également prêtre unitarienne.

## Biographie
Anna Garlin Spencer est née le 17 avril 1851 à Attleboro aux États-Unis. À l'âge de 18 ans, elle commence à écrire pour The Providence Journal. En 1878, Anna Garlin Spencer se marie au révérend William Spencer. Après 12 ans de mariage, le révérend Spencer devient invalide. 
En 1891, elle devient la première femme prêtre de Rhode Island à Bell Street Chapel de Providence. En 1893, elle parle au parlement mondial de la religion pendant l'Exposition universelle de Chicago. En 1903, elle devient une associée de la Society for Ethical Culture de New York.
Anna Garlin Spencer était directrice associée de l'École de New York pour les travaux sociaux et sur le personnel enseignant de l'école de Philanthropie de New York. De 1908 à 1911, elle est conférencière à l'Université du Wisconsin et directrice de l'École d'été de l'éthique de l'American Ethical Union. De 1901 à 1911, elle enseigne également à l'Institut des services sociaux des municipalités à Milwaukee. En 1913, elle devient professeure de sociologie et d'éthique à l'école théologique de Meadville.
En 1909, elle signe une pétition pour la création de la National Association for the Advancement of Colored People.
En 1919, elle retourne à New York. Puis donne de nombreuses conférences aux professeurs de l'Université Columbia. Elle reste active dans un certain nombre d'organisations qui défendent des causes féministes et sociales, tels que les droits des femmes, le travail social et l'éducation religieuse.

## Livres

### Women’s Share in Social Culture
Le livre de Anna Garlin Spencer Women’s Share in Social Culture est publié en 1913. Il met en évidence le manque d'égalité entre les hommes et les femmes à cette époque. Elle évoque la nécessité de l'égalité des sexes, d'autant plus que les femmes ne sont plus enfermées à la maison, mais commencent, dans ces années, à devenir une part importante de la société publique, autrefois réservée exclusivement aux hommes. Par la promotion de l'« individualisation des femmes », Anna Garlin Spencer espère donner un aperçu du manque de droits accordés aux femmes.

### The Family and Its Members
Publié en 1922, son ouvrage The Family and its Members montre l'importance de la famille et de ses fondations. Cette publication est basée sur trois idées: l'institution de la famille doit être préservée, qu'elle doit être modifié pour s'adapter aux changements de la société moderne, et prendre en compte le changement de l'ordre familial. Selon Anna Garlin Spencer, la société a un énorme impact sur l'institution familiale, la société veut contrôler la structure familiale et influencer la famille pour qu'elle « se conforme » aux normes sociales. Les femmes ne sont plus silencieuses dans la société, elles sont maintenant reconnues et jouent un rôle.
La démocratie s'est fortement appuyée sur l'éducation scolaire des enfants (rôle dévolus autrefois aux femmes). Maintenant que le rôle des femmes a changé, la société doit trouver un nouvel équilibre pour garder une bonne éducation pour les enfants. Cette éducation solide mène à une société plus harmonieuse. Anna Garlin Spencer espère que le monde ira vers l'égalité des sexes et diminuera son influence sur la structure familiale. Tout au long de son ouvrage, elle suggère des manières de rendre la famille plus démocratique et renforcer par le nouveau rôle des femmes.

## Impact du travail de Anna Garlin Spencer
Anna Garlin Spencer a écrit de nombreux ouvrages savants sur les femmes, en particulier en ce qui concerne le travail et leur position sociale.
Elle explique, par exemple, que les filles ne travaillent que quelques années, à partir du moment où elles sont assez âgées pour occuper un emploi, jusqu'à ce qu'elles se marient. Avec la brève expérience de travail, les femmes ne profitent pas de l'éducation. Parce que les femmes savent qu'elles ne vont passer qu'une brève période de leur vie dans le monde du travail, elles postulent pour des emplois peu rémunérés avec de mauvaises conditions de travail. Elles croient que recevoir une éducation est inutile puisqu'elles arrêteront de travailler après leur mariage.
Elle préconise que les femmes retournent au travail à temps partiel après avoir procréer. Elle reconnaît également le droit à l'indépendance des femmes.